# ワイルドブレイン

現在のロゴ

ワイルドブレイン（英: WildBrain Ltd.）は、カナダのメディア、制作、ブランドライセンス会社。2006年に設立された。

## 歴史

### DHXメディア時代

DHXメディア時代のロゴ

- 2006年、トロント州の制作会社「ディコード・エンターテインメント」とハリファックス州にある制作会社「ハリファックス・フィルム・カンパニー」が合併し、「ディコード＝ハリファックス・フィルム・カンパニー」に変更。同年にはDHXメディア（DHX Media）が株の取引をスタート。因みに「DHX」は、「DECODE」と「Halifax」の頭文字を意味する。[1][2]
- 2008年、エンターテインメント・ワンと逆合併契約をすることを検討されていたものの、取り下げられた。[3]
- 2008年3月25日、ブルドッグ・インターラクティブ・フィットネスを買収。[4]
- 2010年9月8日、関連子会社・関連部門のレーベルをDHXメディアに変更。[5]
- 2010年9月14日、ワイルドブレイン・エンターテインメントを買収。[6]
- 2012年8月20日、クッキー・ジャー・グループを1億1100万カナダドルで買収すると発表したことにより、DHXは子供向けテレビ番組の世界最大の独立所有者となり、2012年10月22日に買収を終えた。[7][8][9]
- 2013年5月、DHXはYouTubeに有料向けのチャンネル「DHX Junior」と「DHX Kids」と「DHX Retro」を開設。[10][11]
- 2013年9月16日、DHXはイギリスの会社「イギリス・ブリティッシュ・ワールドワイド」を買収。これは、ラグドール・プロダクションとBBCワールドワイドの共同事業会社であり、ラグドールが所有する番組（特に『テレタビーズ』など）をイギリス以外の国で管理・ライセンスを供与していた投資グループだった。[12]

### その後
- 2013年11月28日、DHXはファミリー・チャンネル、ディズニー・ジュニア（アメリカとフランス）、ディズニーXDといったキッズ向け専門チャンネルの4チャンネルをアストラル・メディアから1億7000万カナダドルで買収すると発表。これらのテレビ局は、2013年にベル・メディアがアストラル・メディアが保有していた残りの資産を買収することを条件として売却が進められていた[13][14]。DHXが放送網を買収したのはこれが初であり、テレビ放送分野への新たな一歩となった。2014年7月24日にはCRTCから契約が承認され、2014年7月31日に手続きが終了し[15]、DHXテレビジョンが誕生した。[16]

## 主なテレビ番組
- ピーナッツ
  - テレビ放映短編（「It's an Adventure, Charlie Brown」以外、全て放映一回に付き一話のみ）
  - テレビ放映短編（The Charlie Brown and Snoopy Show）
  - PEANUTS スヌーピーショートアニメ
  - This Is America, Charlie Brown（アメリカへようこそ）シリーズ
  - スヌーピー 宇宙への道
  - スヌーピーのショータイム!
- パディントン・ベア
  - くまのパディントン
- 宇宙伝説ユリシーズ31
- ガジェット警部
  - ガジェット警部の事件簿
- デニス・ザ・メネス
  - わんぱくデニス ～南の島で大暴れ！～
- 森の妖精ノーム
- マドレーヌ
  - マドレーヌとすてきな家族
  - マイ・フェア・マドレーヌ
- キャプテン・プラネット ※第65話まで
- リトル・ルル・ショー
- ビーストウォーズ 超生命体トランスフォーマー
  - ビーストウォーズメタルス 超生命体トランスフォーマー
- おちゃめな魔女サブリナ
- ウォーターシップ・ダウンのうさぎたち（テレビアニメ版）
- アンジェラ・アナコンダ
- フラニーズ・フィート
- ジョニーテスト
- プッカ
- キッドvsキャット
- カンフー・ダィノポッセ
- マイリトルポニー〜トモダチは魔法〜
- ソニックプライム
- ブレイズ&モンスター・マシン
- ロッキーとブルウィンクルの大冒険
- レゴ ニンジャゴー
- ウィッシュンプーフ!

## 関連会社
- ワイルドブレインCPLG（英語版）

1974年にイギリス・ロンドンで設立されたブランド・ライセンス代理店。
- ワイルドブレイン・ディストリビューション
- ワイルドブレイン・テレビジョン
- ワイルドブレイン・スタジオ（英語版）

ブリティッシュ・コロンビア州のバンクーバーにあるプロダクション・スタジオ。
- ワイルドブレイン・ロンドン（英語版）

2016年4月25日にイギリス・ロンドンで設立されたマルチチャンネルネットワーク。2024年1月にワイルドブレイン・スパークは、ワイルドブレイン・ロンドンとして親会社に合併した。YouTubeなどといった配信サービスで子供向けコンテンツ（アニメーション、教育番組、エデュテインメント、おもちゃなど）を配信している。